# Welterbe in Äthiopien

Zum Welterbe in Äthiopien gehören (Stand 2024) zwölf UNESCO-Welterbestätten, darunter neun Stätten des Weltkulturerbes, zwei Stätten des Weltnaturerbes, sowie eine gemischte Kultur- und Naturerbestätte. Der ostafrikanische Staat Äthiopien hat die Welterbekonvention 1977 ratifiziert. Die Felsenkirchen von Lalibela und der Simien-Nationalpark gehörten 1978 zu den zwölf Stätten, die als erste in die Welterbeliste aufgenommen wurden. Als bislang letzte Welterbestätte in Äthiopien wurde 2024 die Stätte Melka Kunture und Balchit in die Welterbeliste aufgenommen.

## Welterbestätten
Die folgende Tabelle listet die UNESCO-Welterbestätten in chronologischer Reihenfolge nach dem Jahr ihrer Aufnahme in die Welterbeliste (K – Kulturerbe, N – Naturerbe, K/N – gemischt, (G) – auf der Liste des gefährdeten Welterbes).
| Bild                                                                                             | Bezeichnung                                                                                      | Jahr | Typ | Ref.   | Beschreibung |
| ------------------------------------------------------------------------------------------------ | ------------------------------------------------------------------------------------------------ | ---- | --- | ------ | --- |
| (weitere Bilder)                                                                                 | Nationalpark Simien (Lage)                                                                       | 1978 | N   | 9      | Spektakuläre Landschaft im äthiopischen Hochland mit bis zu 1500 m tief abfallenden Steilhängen, die über Jahrmillionen durch Erosion gebildet wurde. Umfasst den 4533 m hohen Ras Daschän, der als höchster Berg Äthiopiens gilt. Beherbergt einige weltweit bedrohte Arten wie den endemischen Äthiopischen Steinbock, den Dschelada-Pavian und den Äthiopischen Wolf. Stand zwischen 1996 und 2017 auf der Roten Liste des gefährdeten Welterbes. Erfüllte Kriterien für Weltnaturerbe: vii., x. |
| (weitere Bilder)                                                                                 | Felsenkirchen von Lalibela (Lage)                                                                | 1978 | K   | 18     | Die Felsenkirchen von Lalibela sind eine Ansammlung von elf Kirchen, die um das Jahr 1250 jeweils als Monolithen in die umgebende rote Basaltlava hineingearbeitet wurden. Erfüllte Kriterien für Weltkulturerbe: i., ii., iii. |
| (weitere Bilder)                                                                                 | Fasil Ghebbi in der Region Gondar (Lage)                                                         | 1979 | K   | 19     | Festungsstadt, im 16. und 17. Jahrhundert Residenz des äthiopischen Kaisers Fasilidas Erfüllte Kriterien für Weltkulturerbe: ii., iii. |
| Unteres Awash-Tal                                                                                | Unteres Awash-Tal (Lage)                                                                         | 1980 | K   | 10     | Tal am Unterlauf des Flusses Awash, eine der wichtigsten paläontologischen Fundstätten Afrikas, Fundort von Lucy Erfüllte Kriterien für Weltkulturerbe: ii., iii., iv. |
| (weitere Bilder)                                                                                 | Tiya (Lage)                                                                                      | 1980 | K   | 12     | reliefierte Stelen mit Symbolen einer alten äthiopischen Kultur Erfüllte Kriterien für Weltkulturerbe: i., iv. |
| (weitere Bilder)                                                                                 | Aksum (Lage)                                                                                     | 1980 | K   | 15     | von der antiken Stadt sind nur noch Ruinen erhalten Erfüllte Kriterien für Weltkulturerbe: i., iv. |
| (weitere Bilder)                                                                                 | Unteres Omo-Tal (Lage)                                                                           | 1980 | K   | 17     | Tal am Unterlauf des Flusses Omo, prähistorische Fundstätte in der Nähe des Turkana-Sees, älteste Funde des anatomisch modernen Menschen (Homo sapiens). Erfüllte Kriterien für Weltkulturerbe: iii., iv. |
| (weitere Bilder)                                                                                 | Harar Jugol, die historische Festungsstadt (Lage)                                                | 2006 | K   | 1189   | ummauerte Altstadt von Harar, enthält 82 Moscheen, von denen drei aus dem 10. Jahrhundert stammen. Erfüllte Kriterien für Weltkulturerbe: ii., iii., iv., v. |
| Kulturlandschaft der Konso                                                                       | Kulturlandschaft der Konso (Lage)                                                                | 2011 | K   | 1333   | steinerne Terrassen und befestigte Siedlungen der Konso Erfüllte Kriterien für Weltkulturerbe: iii., v. |
| (weitere Bilder)                                                                                 | Kulturlandschaft von Gedeo                                                                       | 2023 | K   | 1641   | Die Welterbestätte umfasst die von Agroforstwirtschaft geprägte Kulturlandschaft von Gedeo mitsamt einigen bedeutenden megalithischen Monumenten in der Region. Erfüllte Kriterien für Weltkulturerbe: iii., v. |
| Bale-Mountains-Nationalpark                                                                      | Bale-Mountains-Nationalpark                                                                      | 2023 | N   | 111rev | Erfüllte Kriterien für Weltnaturerbe: vii., x. |
| Melka Kunture und Balchit: Archäologische und paläontologische Stätten im Hochland von Äthiopien | Melka Kunture und Balchit: Archäologische und paläontologische Stätten im Hochland von Äthiopien | 2024 | K   | 13rev  | Die Ausgrabungsstätten in Melka Kunture und Balchit umfassen verschiedene paläontologische und archäologische Funde aus der Zeit des Paläolithikums. Hierzu gehören unter anderem Fossilien von Homo erectus, Homo heidelbergensis und Homo sapiens, sowie verschiedene Steinwerkzeuge. Erfüllte Kriterien für Weltkulturerbe: iii., iv., v. |

## Tentativliste
In der Tentativliste sind die Stätten eingetragen, die für eine Nominierung zur Aufnahme in die Welterbeliste vorgesehen sind.

### Aktuelle Welterbekandidaten
Aktuell (Stand 2024) sind sechs Stätten in der Tentativliste von Äthiopien eingetragen, die letzte Eintragung erfolgte im Januar 2023.

Die folgende Tabelle listet die Stätten in chronologischer Reihenfolge nach dem Jahr ihrer Aufnahme in die Tentativliste.
| Bild                                                                   | Bezeichnung                                                            | Jahr | Typ | Ref. | Beschreibung |
| ---------------------------------------------------------------------- | ---------------------------------------------------------------------- | ---- | --- | ---- | --- |
| Religiöse, kulturelle und historische Stätten von Dire Scheich Hussein | Religiöse, kulturelle und historische Stätten von Dire Scheich Hussein | 2011 | K   | 5649 | Schrein des im 13. Jahrhundert lebenden muslimischen Heiligen Scheich Hussein im Südosten Äthiopiens. |
| Holqa Sof Omar: Natur- und Kulturerbe                                  | Holqa Sof Omar: Natur- und Kulturerbe                                  | 2011 | K/N | 5651 | Das Höhlensystem der Sof-Omar-Höhlen gilt mit einer Länge von über 15 Kilometern als das längste Afrikas. Es wird von dem Fluss Webi Gestro durchflossen. Über Jahrhunderte dienten die Höhlen als religiöse Zentren für Muslime, aber auch für traditionelle Religionsgruppen. |
|                                                                        | Heilige Landschaften von Tigray                                        | 2018 | K   | 6301 | In der Region Tigray im Norden Äthiopiens gibt es 121 aus dem anstehenden Fels gehauene Kirchen. Der Vorschlag umfasst insgesamt 80 dieser Felsenkirchen in den Landschaften Gheralta, Tembien und Atsbi.                                                                       |
| Kulturlandschaft von Yeha                                              | Kulturlandschaft von Yeha                                              | 2020 | K   | 6477 | Stand bereits 1978–1981 auf der Tentativliste |
| Klosterinseln im Tanasee und das angrenzende Feuchtgebiet              | Klosterinseln im Tanasee und das angrenzende Feuchtgebiet              | 2021 | K/N | 6580 | |
| Simien-Nationalpark (SMNP)                                             | Simien-Nationalpark (SMNP)                                             | 2023 | N   | 6651 | Der Nationalpark ist bereits seit 1978 auf der welterbeliste vertreten. Die Fläche wurde jedoch um ca. 300 % erhöht, daher ist eine Erweiterung des bestehenden Welterbes geplant.                                                                                              |

### Ehemalige Welterbekandidaten
Diese Stätte stand früher auf der Tentativliste, wurden jedoch wieder zurückgezogen oder von der UNESCO abgelehnt. Stätten, die in anderen Einträgen auf der Tentativliste enthalten oder Bestandteile von Welterbestätten sind, werden hier nicht berücksichtigt.
| Bild                         | Bezeichnung                  | Jahr      | Typ | Ref. | Beschreibung |
| ---------------------------- | ---------------------------- | --------- | --- | ---- | ------------ |
| Abijatta-Shalla-Nationalpark | Abijatta-Shalla-Nationalpark | 1978–1981 | K   | 9965 |              |